# Leptogryllus mauumae
Leptogryllus mauumae är en insektsart som beskrevs av Otte, D. 1994. Leptogryllus mauumae ingår i släktet Leptogryllus och familjen syrsor. Inga underarter finns listade i Catalogue of Life.